# Atletismo nos Jogos Pan-Americanos de 1955 - Revezamento 4x400 m masculino
A prova do revezamento 4x400 m masculino nos Jogos Pan-Americanos de 1955 foi realizada na Cidade do México, México.

## Medalhistas
| Ouro                                                             | Prata                                                          | Bronze                                                                        |
| USA Estados Unidos Jesse Mashburn Lon Spurrier Jim Lea Lou Jones | JAM Jamaica Allan Moore Richard Stick Keith Gardner Mel Spence | VEN Venezuela Juan Leiva Guillermo Gutiérrez Evaristo Edie Apolinar Solórzano |

### Final
| Posição           | Nação              | Nomes                                                              | Tempo   | Notas |
| ----------------- | ------------------ | ------------------------------------------------------------------ | ------- | ----- |
| Medalha de ouro   | USA Estados Unidos | Jesse Mashburn, Lon Spurrier, Jim Lea, Lou Jones                   | 3:07.43 |       |
| Medalha de prata  | JAM Jamaica        | Allan Moore, Richard Stick, Keith Gardner, Mel Spence              | 3:12.63 |       |
| Medalha de bronze | VEN Venezuela      | Juan Leiva, Guillermo Gutiérrez, Evaristo Edie, Apolinar Solórzano | 3:15.93 |       |
| 4                 | PUR Porto Rico     |                                                                    | 3:16.38 |       |
| 5                 | BRA Brasil         |                                                                    | 3:16.71 |       |
| 6                 | COL Colômbia       |                                                                    | 3:20.08 |       |
| 7                 | MEX México         |                                                                    | 3:21.42 |       |